# 야마자키 기이치
야마자키 기이치(일본어: 山﨑 希一, 2001년 10월 12일~)는 일본의 축구 선수이다.

## 구단 경력
그는 2024년 J2리그의 미토 홀리호크에 입단했다.